# اوپن‌مکس
اوپن‌مکس (انگلیسی: OpenMAX) مجموعه‌ای از رابط‌های برنامه‌نویسی زبان C است که انتزاع‌هایی خصوصاً مفید برای پردازش صدا، تصویر و تصاویر ثابت فراهم می‌کند.